# Đội tuyển bóng đá trong nhà quốc gia Đức
Đội tuyển Futsal quốc gia Đức là đại diện của Đức tại các cuộc thi đấu futsal quốc tế, nằm dưới sự quản lý của Hiệp hội bóng đá Đức. Futsal là một biến thể của bóng đá trong nhà và được FIFA chuẩn hóa và chấp thuận. Đội tuyển đại diện cho nền futsal ở Đức.

## Lịch sử
Trong khi giải vô địch thế giới và châu Âu đã được tổ chức từ năm 1989 và 1996, futsal vẫn chưa được biết đến ở Đức cho đến những năm 2000. Chỉ trong năm 2006, DFB Futsal Cup lần đầu tiên được giới thiệu là chức vô địch Đức không chính thức. Tại DFB Bundestag 2013 tại Nuremberg, kế hoạch tổng thể để phát triển futsal đã dẫn tới quyết định thành lập một đội tuyển quốc gia vào năm 2016. Ngày 4 tháng 12 năm 2015, Văn phòng DFB đã quyết định thành lập đội tuyển quốc gia. HLV bóng đá của DFB, Paul Schomann, đã được bổ nhiệm làm huấn luyện viên quốc gia.
Sau hai khóa học trong tháng 2 năm 2016 Paul Schomann triệu tập vào 31 tháng 3 năm 2016 đội hình mười sáu cầu thủ, một tháng sau đó tham gia một khóa học đào tạo ở Georgia. Hai trận đấu thực tế chống lại đội Gruzia đã bị thua 0: 4 và 0: 5 tương ứng. Cả hai trận đấu đều không phải là các trận đấu quốc tế. Trận đấu quốc tế chính thức đầu tiên là vào ngày 30 tháng 10 năm 2016 tại Hamburger thi đấu với nước Anh, Đức giành chiến thắng với tỉ số 5:3. Đội trưởng Timo Heinze ghi bàn đầu tiên trong lịch sử thi đấu quốc tế của tuyển Đức.

Vào cuối tháng 1 năm 2017, đội tuyển quốc gia futsal Đức đã tham dự vòng loại European Championship 2018, tại đây họ được bốc thăm vào bảng với Armenia, Estonia và Latvia. Sau khi bị loại với thất bại 3: 5 trước Armenia và trận hòa trong trận đấu thứ hai đối đầu với Latvia, đội đã giành chiến thắng trong trận đấu với Estonia. Huấn luyện viên Paul Schomann rút lui vào tháng 2 năm 2017 và nghỉ hưu. Người kế nhiệm ông là huấn luyện viên nước ngoài đầu tiên của đội tuyển quốc gia Marcel Loosveld người Hà Lan.Đội tuyển futsal Đức đang có sự tiến bộ đáng kể và Đức đang phát triển rất nhanh mà lớn-mạnh ở môn này.

## Nhân sự

### Đội hình
Đội hình cho trận đấu tại Slovenia vào ngày 25 và 26 tháng 9 năm 2017.  
| Rainer Schreiber-Fernández (Futsal Panthers Köln) |
| Pavlos Wiegels (VfL 05 Hohenstein-Ernstthal)      |

| Tim Baumer (UFC Münster)                           |
| Durim Elezi (VfL 05 Hohenstein-Ernstthal)          |
| Aytürk Geçim (MCH Futsal Club Sennestadt)          |
| Timo Heinze (Futsal Panthers Köln)                 |
| Jonas Hoffmann (Kopenhagen Futsal)                 |
| Niclas Hoffmanns (Futsal Panthers Köln)            |
| Sandro Jurado García (VfL 05 Hohenstein-Ernstthal) |

| Onur Sağlam (HSV-Panthers)                       |
| Muhammet Sözer (MCH Futsal Club Sennestadt)      |
| Danijel Šuntić (HSV-Panthers)                    |
| Stefan Winkel (HSV-Panthers)                     |
| Christopher Wittig (VfL 05 Hohenstein-Ernstthal) |
| Nico-Florian Zankl (HSV-Panthers)                |

### Huấn luyện viên
| Chức vụ                | Tên                                       |
| ---------------------- | ----------------------------------------- |
| Huấn luyện viên trưởng | Hà Lan Marcel Loosveld                    |
| Trợ lý                 | Đức Daniel Gerlach (Futsal Panthers Köln) |
| HLV Thủ môn            | không có                                  |

## Thành tích thi đấu quốc tế
| - Năm 1989–2016 – không tham gia | - Năm 1996–2016 – không tham gia - 2018 – không đủ điều kiện |

## Cầu thủ
Cầu thủ trẻ nhất là Tim Baumer, người 19 năm và 154 ngày tuổi trong trận đấu ra mắt, cầu thủ lớn tuổi nhất ra sân là Saboor Khalili tuổi 31 và 55 ngày (cả trong các trò chơi chống lại nước Anh vào ngày 30 và ngày 01 tháng mười một năm 2016). Stefan Winkel, Timo Heinze và Timo di Giorgio là 2 cầu thủ ghi bàn xuất sắc nhất trong sự lựa chọn của DFB.
Dưới đây là những cầu thủ có nhiều cổ phần nhất và các thủ môn thành công nhất của đội tuyển quốc gia Futsal của Đức được liệt kê theo thứ tự chữ cái.
| Tên                | Số trận | Trận đầu tiên | Trận cuối cùng |
| ------------------ | ------- | ------------- | -------------- |
| Timo di Giorgio    | 9       | 30.10.2016    | đang thi đấu   |
| Pavlos Wiegels     | 9       | 30.10.2016    | đang thi đấu   |
| Timo Heinze        | 8       | 30.10.2016    | đang thi đấu   |
| Christopher Wittig | 8       | 30.10.2016    | đang thi đấu   |
| Durim Elezi        | 7       | 30.10.2016    | đang thi đấu   |
| Muhammet Sözer     | 5       | 30.10.2016    | đang thi đấu   |
| Stefan Winkel      | 7       | 30.10.2016    | đang thi đấu   |
| Michael Meyer      | 6       | 30.10.2016    | đang thi đấu   |
| Yalcin Ceylani     | 5       | 30.10.2016    | đang thi đấu   |
| Adam Fiedler       | 5       | 30.10.2016    | đang thi đấu   |
| Saboor Khalili     | 5       | 30.10.2016    | đang thi đấu   |
| Nils Klems         | 5       | 30.10.2016    | đang thi đấu   |
| Eduard Nickel      | 5       | 30.10.2016    | đang thi đấu   |

| Tên                | Số bàn thắng | Bàn thắng đầu tiên | Bàn thắng cuối cùng |
| ------------------ | ------------ | ------------------ | ------------------- |
| Timo Heinze        | 6            | 30.10.2016         | đang thi đấu        |
| Timo di Giorgio    | 5            | 30.10.2016         | đang thi đấu        |
| Stefan Winkel      | 5            | 01.11.2016         | đang thi đấu        |
| Christopher Wittig | 2            | 30.10.2016         | đang thi đấu        |
| Durim Elezi        | 1            | 30.10.2016         | đang thi đấu        |
| Adam Fiedler       | 1            | 30.10.2016         | đang thi đấu        |
| Daniel Fredel      | 1            | 01.11.2016         | đang thi đấu        |
| Lennart Hartmann   | 1            | 30.10.2016         | đang thi đấu        |
| Michael Meyer      | 1            | 30.10.2016         | đang thi đấu        |
| Eduard Nickel      | 1            | 30.10.2016         | đang thi đấu        |
| Muhammet Sözer     | 1            | 27.01.2017         | đang thi đấu        |